# Ouratea guianensis
Espèce
Classification phylogénétique
Synonymes
- Ouratea longifolia auct. non (Lam.) Engl., sensu Maguire & Steyerm.[2],[3]

Ouratea guianensis est une espèce de plantes à fleurs de la famille des Ochnaceae. C'est un petit arbre ou un arbuste originaire du Nord-Est de l'Amérique du Sud. C'est l'espèce type du genre Ouratea Aubl..
Il est connu en Guyane sous les noms de Malmani (Créole), Tukãnãkũ (Wayãpi), Yauk nabui, Psuk awak (Palikur), Batiputá (Portugais).
Au Guyana, on l'appelle Aligator foot print (Créole), qui est la traduction de Akarï tapurarakïrï (Carib).
Au Brésil, on le connaît aussi sous le nom de Jabotapita.

## Description
Ouratea guianensis est un petit arbre ou un arbuste fortement ramifié, haut de 6-16 m.
Ses feuilles sont entières, de forme elliptique ou oblongue, précocement acuminée au sommet, à base arrondie ou parfois cuncéé, coriaces, mesurent 18-22 (-33) × 4-8(11) cm.
Le pétiole est long de 7-12 mm pour 2-3 mm de diamètre.
Les marges du limbe sont presque entières.
Ses nervures secondaires sont inégales, arquées, et forment un angle de 60-80° avec la nervure médiane (qui est plane du la face supérieure et très saillante sur la face inférieure).
L'inflorescence est un panicule terminal, pyramidal, long de 10-25 cm.
Ses fleurs jaunes, groupées par 2-4, sont suspendues par un pédicelle pouvant atteindre 12 mm de long.
Elles sont de forme ovoïdes-oblongue, plus courtes que les pédicelles, et comportent 5 sépales distincts, longs de 9-10 mm, et persistant au stade du fruit.
On compte 5 carpelles.
Le fruit se compose de 1-2(5) drupéoles bleu-noir, ovoïdes ou ellipsoïdes, longs de 6-8 mm, insérés verticalement dans un disque charnu, rouge, de forme globuleuse ou obovoïde,,.

## Répartition
Ouratea guianensis est présent du Venezuela (Delta Amacuro, Bolívar : Distrito Roscio) à l'Amazonie brésilienne (Maranhão), en passant par le Guyana, le Suriname, et la Guyane,.

## Écologie
Ouratea guianensis est une petit arbre commun des forêts anciennes ou secondaires de basses terres, autour de 100-200 m d'altitude.

## Utilisation
En Guyane, les Wayãpi préparent une décoction antitussive à partir des feuilles d’Ouratea guianensis.
Heckel rapporte en 1897 que les racines et le péricarpe d’Ouratea guianensis sont amers, et ont des propriétés stomachiques « digestives, mais aussi que ses graines renferment une matière grasse comestible.
Au Guyana, le bois d’Ouratea guianensis est utilisé pour construire l'armature des maisons (chevrons et poutres).

## Chimie
On trouve beaucoup de tanins dans les espèces du genre Ouratea.

## Diagnose

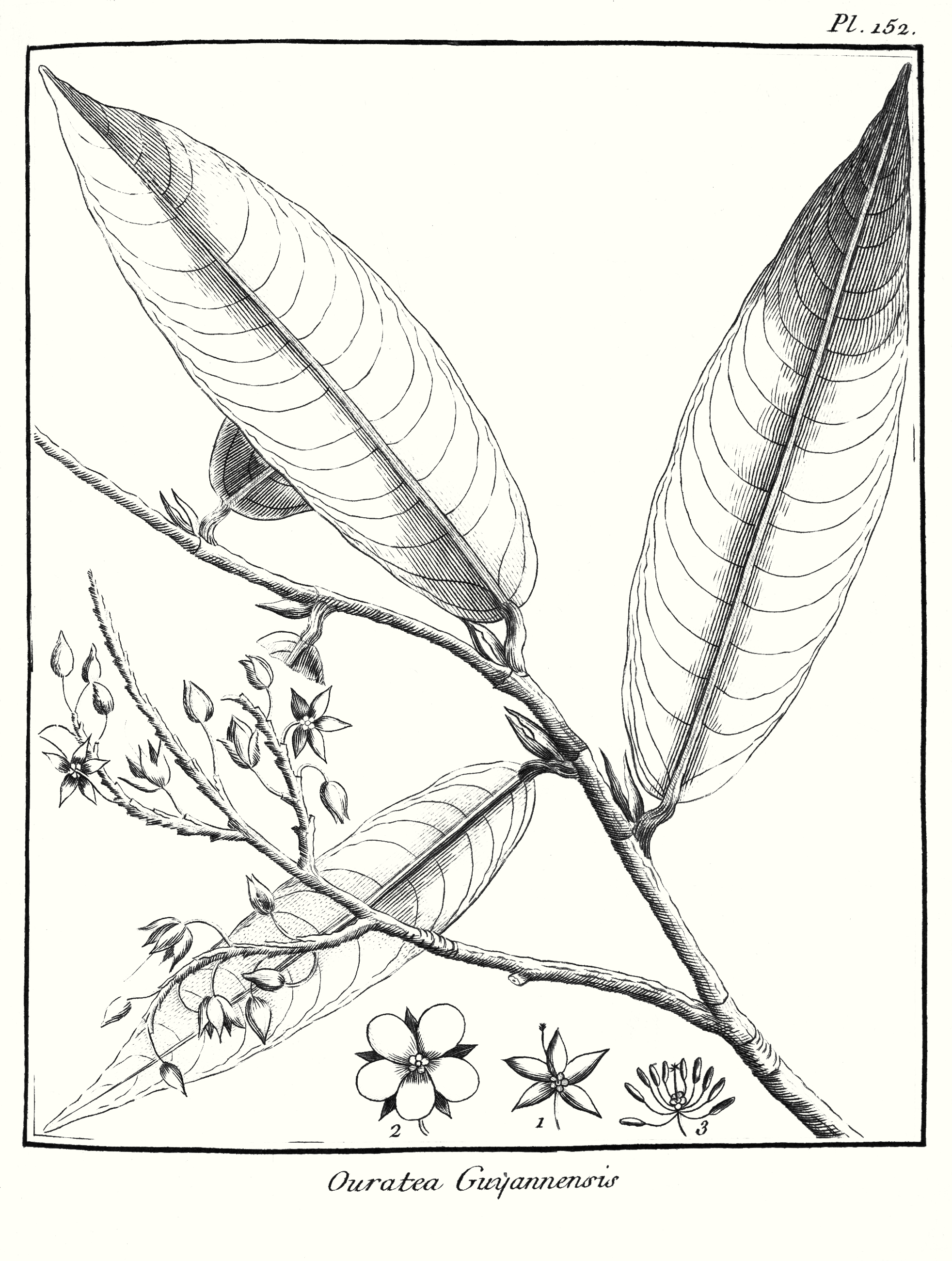
Ouratea guianensis : Planche 152 accompagnant la description du genre Ouratea par Aublet (1775)
Planche 152. - 1. Calice. Ovaire. Style. Stigmate. - 2. Corolle épanouie. Ovaire. - 3. Piſtil. Étamines.

En 1775, le botaniste Aublet propose la diagnose suivante :
« OURATEA Guianenſis. (Tabula 152.)
Arbor altiſſima, trunco ſexaginta-pedali, in ſummitate ramos emittente hùc & illùc ſparſos. Folia alterna, petiolata, glabra, rigida, ovato-oblonga, acuta, integerrima. Stipule binæ, oblongæ, anguſtæ, acuminata. Flores paniculati, terminales, gratum odorem ſpirantes, calicis foliola carnoſa, ſubtùs viridia, ſuprà lutea ; petala coloris ſulphurei. Fructus & ſemina deſiderantur.
Florebat Maio.
Habitat in ſylvis remotis ad ripam amnis dicti, crique des Galibis.

Nomen Caribæum OURA-ARA & AVOUOUYRA. »

« L'OURATE de la Guiane. (Tabula 152.)
Cet arbre eſt un des plus grands des forêts de la Guiane. Son tronc a plus de ſoixante pieds de hauteur ; ſon écorce eſt épaiſſe, rougeâtre, dure & comme graveleuſe ; ſon bois eſt blanc & ſe coupe aiſément ; ſa tête eſt très conſidérable par ſes branches & ſes rameaux qui s'étendent au loin & en tous ſens.
Ses feuilles ſont alternes, longues de onze pouces, & larges de deux & demi, terminées par une longue pointe. Elles ſont liſſes, d'un vert jaunâtre. Leur pédicule eſt court, gros, creuſé en deſſus, garni à ſa baſe de deux longues stipules qui entourent en partie la tige, & qui tombent.
Les fleurs naiſſent en panicule au ſommet des rameaux.
Le calice eſt diviſé en cinq parties aiguës, épaiſſes, d'une couleur jaune en dedans.
La corolle eſt à cinq pétales larges, d'un tiers plus grands que les diviſions du calice, jaunes, arrondis, attaches ſous les étamines.
Les étamines, au nombre de dix, naiſſent entre les pétales & le piſtil. Leurs filets ſont aſſez longs. Leurs anthères ſont unies enſemble & forment ainſi une eſpèce de cône.
Le piſtil eſt un ovaire verdâtre à cinq côtes, ſurmonté d'un style charnu, jaune, à cinq angles qui enfilent le tuyau forme par la réunion des étamines, & eſt termine par un stigmate qui, a l'aide de la loupe, fait appercevoir cinq éminences pointues.
Ces fleurs répandent une odeur qui approche beaucoup de celle de la giroflée.
J'ai trouvé cet arbre ſur les bords de la crique des Galibis. Il étoit en fleur dans le mois de Mai. Je n'ai pas pu obſerver ſon fruit, n'ayant plus rencontré cet arbre dans les forêts que j'ai parcourues.
II eſt nommé OURA-ARA par les Galibis, & AVOUOU-YRA par les Garipons. »

— Fusée-Aublet, 1775.